# Jadranovo

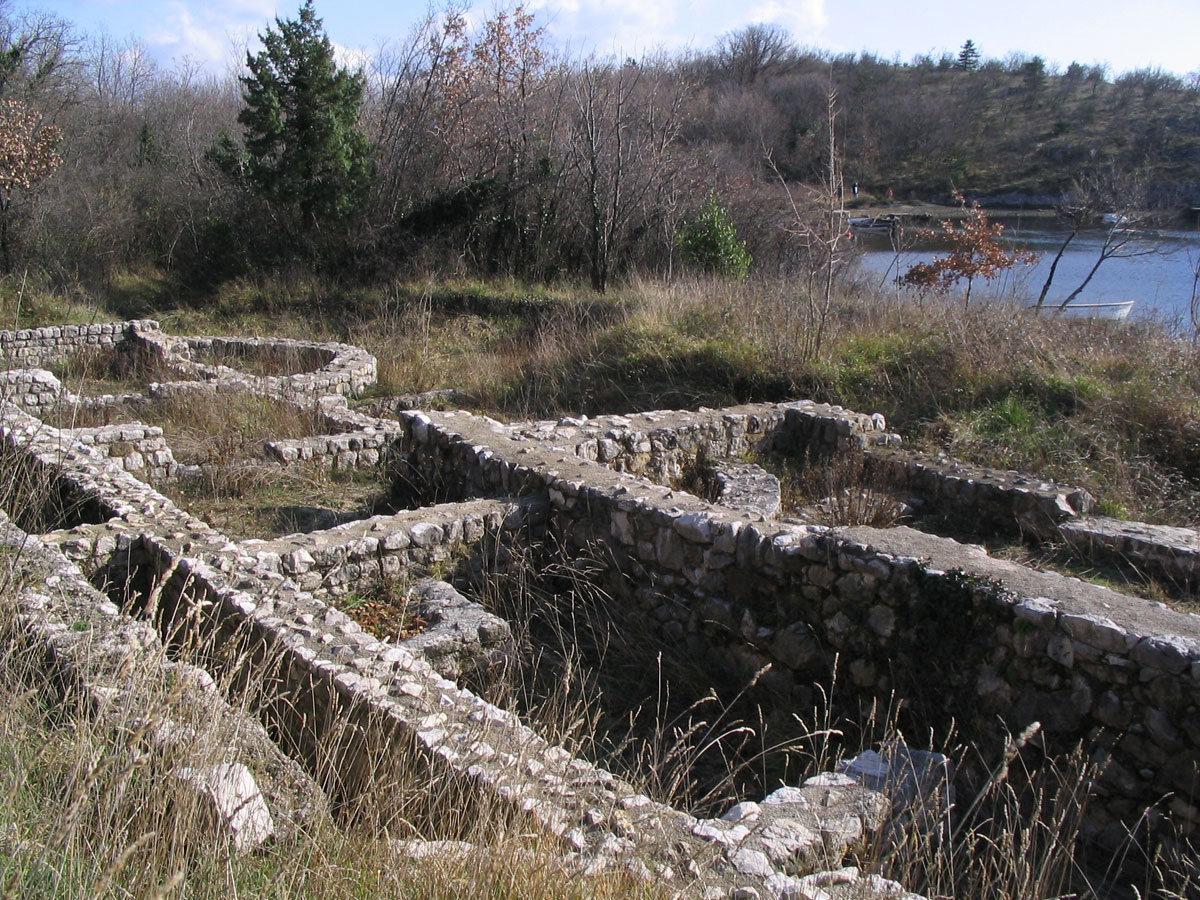
Zřícenina hradu Lokvišće

Jadranovo (italsky Iadrànovo) je známé a turisty často vyhledávané přímořské letovisko v Chorvatsku v Přímořsko-gorskokotarské župě, spadající pod opčinu města Crikvenica, od níž se nachází asi 7 km na severozápad. Skládá se z bývalých vesnic Jadranovo (dříve Sveti Jakov Šiljevički nebo Ivani), Katun, Kloštar Šiljevički a Smokovo. V roce 2011 zde žilo celkem 1 224 obyvatel. Nachází se zde mnoho pláží, jako např. Havišće, Tunera nebo Vodna. U zátoky Lokvišće se též nachází zřícenina stejnojmenného hradu, z něhož jsou zde vidět základy.
Kolem vesnice prochází silnice D8. Sousedními vesnicemi jsou Dramalj a Šmrika.